# Laura San Giacomo

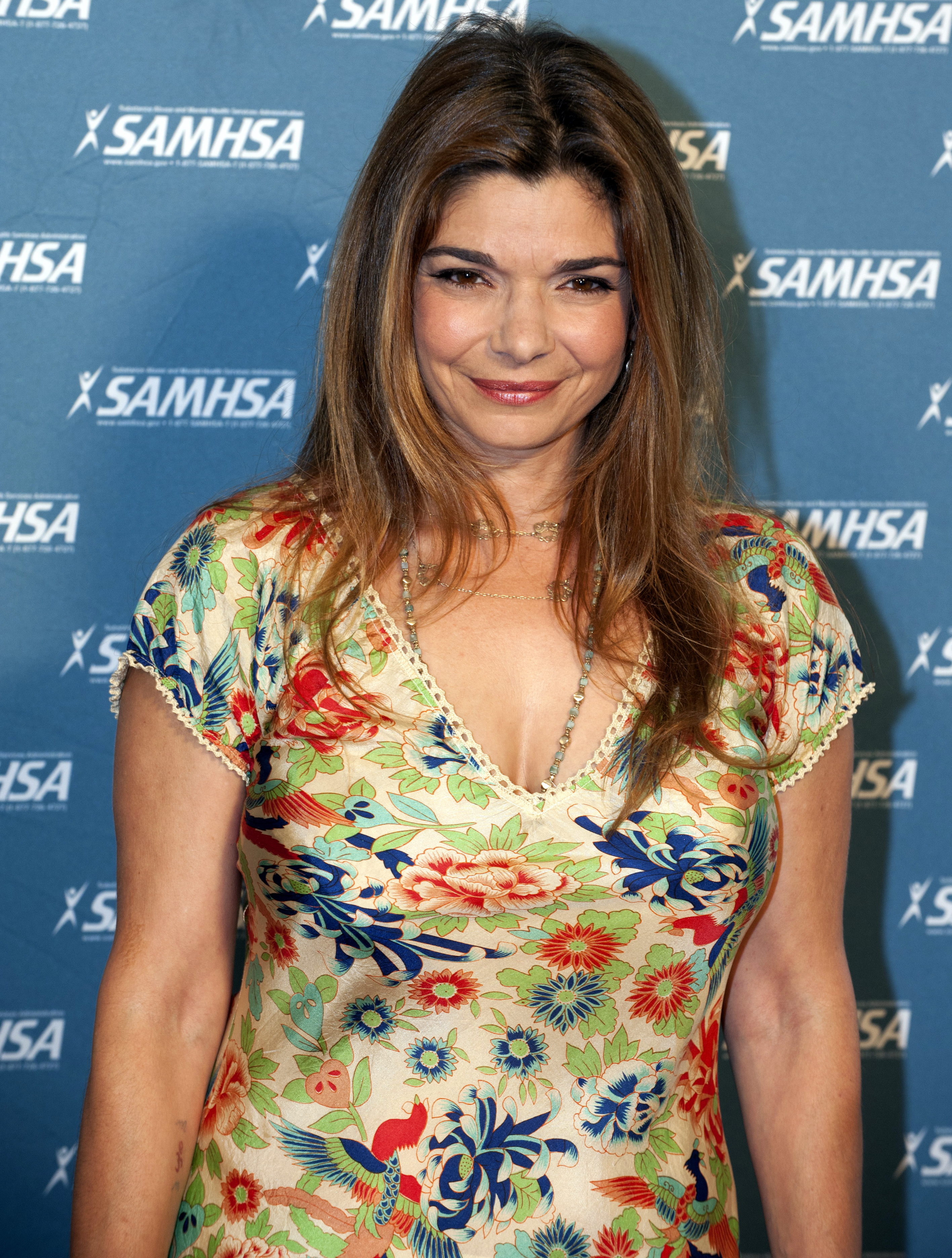
Laura San Giacomo (2011)

Laura San Giacomo (* 14. November 1962 in Hoboken, New Jersey) ist eine US-amerikanische Schauspielerin.

## Leben
Die 1,57 m große San Giacomo wuchs in Denville auf, wo sie die Morris Knolls High School besuchte. Sie interessierte sich schon früh für die Schauspielerei und spielte die Hauptrolle in mehreren Schulstücken. Sie besuchte dann die Carnegie Mellon School of Drama. Im Jahr 1990 heiratete sie den Schauspieler David Cameron Dye, mit dem sie einen Sohn (* 1996) hat, der an infantiler Zerebralparese leidet. Das Paar ließ sich 1998 scheiden. Seit 2000 ist Laura San Giacomo mit dem Schauspieler und Produzenten Matt Adler verheiratet.

## Filmografie
- 1988: Der letzte Outlaw (Miles from Home)
- 1988: All My Children
- 1989: Sex, Lügen und Video (Sex, Lies, and Videotape)
- 1990: Pretty Woman
- 1990: Crisis (Vital Signs)
- 1990: Quigley der Australier (Quigley Down Under)
- 1991: Ein charmantes Ekel (Once Around)
- 1991: Unter Verdacht (Under Suspicion)
- 1992: Straßenkinder (Where the Day Takes You)
- 1994: Nina Takes a Lover
- 1995: Stuart Stupid – Eine Familie zum Kotzen (Stuart Saves His Family)
- 1997: American Shrimps (Eat Your Heart Out)
- 1997: Codename Apocalypse (The Apocalypse)
- 1997: Suicide Kings
- 1998: With Friends Like These…
- 2003: A House on a Hill
- 2005: Checking Out – Alles nach meinen Regeln (Checking Out)
- 2005: Havoc
- 2005: Conquistadora
- 2011: Few Options
- 2012: Least Among Saints
- 2019: Honey Boy
- 2021: Violet

### Fernsehen
- 1989: Der Equalizer (Fernsehserie, 4x18: Alter schützt vor Neugier nicht)
- 1989: Miami Vice (Fernsehserie, 5x19: Traumtrip)
- 1993: Farben des Todes (For Their Own Good)
- 1994: Stephen Kings The Stand – Das letzte Gefecht (The Stand, Mini-Serie)
- 1996: Im Auge des Sturms (The Right to Remain Silent)
- 1996: Gargoyles: The Goliath Chronicles
- 1997–2003: Just Shoot Me – Redaktion durchgeknipst (Just Shoot Me!, Fernsehserie)
- 1998: Stories from My Childhood (Fernsehserie, Stimme)
- 1998: Gargoyles: Brothers Betrayed (Stimme)
- 2001: Jenifer
- 2001: Schwester Marys Fegefeuer (Sister Mary Explains It All)
- 2003: The Electric Piper (Stimme)
- 2004: Snapped (Fernsehserie, als Erzählerin)
- 2006: Veronica Mars
- 2007–2010: Saving Grace
- 2010: In Plain Sight – In der Schusslinie (Fernsehserie, 3x09: Mia)
- 2012: The Mentalist (Fernsehserie, 5x22: Sieben Namen)
- seit 2016: Navy CIS (Fernsehserie, wiederkehrende Rolle)
- 2017: Grey’s Anatomy (Fernsehserie, 14x16: Cought Somewhere in Time)
- 2022: Barry (Fernsehserie, vier Episoden)
- 2022–2023: Santa Clause: Die Serie (The Santa Clauses, Fernsehserie)

## Auszeichnungen und Nominierungen
- 1989 gewann sie den New Generation Award der Los Angeles Filmkritiker Association als beste Nebendarstellerin für Sex, Lügen und Video
- Chicago Film Critics Association Award als beste Nebendarstellerin für Sex, Lügen und Video
- Chicago Film Critics Association Award als vielversprechendste Darstellerin für Sex, Lügen und Video
- Independent Spirit Award als beste Nebendarstellerin für Sex, Lügen und Video
- Golden Globe Nominierung als beste Nebendarstellerin für Sex, Lügen und Video
- BAFTA Award – Nominierung als beste Nebendarstellerin für Sex, Lügen und Video
- New York Film Critics Circle Award  Nominierung  als beste Nebendarstellerin für Sex, Lügen und Video
- Palm Beach International Film Festival Award als beste Darstellerin für Checking out
- Golden Globe Nominierung als beste Darstellerin in einer Fernsehserie (Komödie oder Musical) für Just Shoot Me – Redaktion durchgeknipst (1999)
- Satellite Award als Nominierung als beste Darstellerin in einer Fernsehserie (Komödie oder Musical) für Just Shoot Me – Redaktion durchgeknipst (2001)